# Francesco Cavina

Bischofswappen von Francesco Cavina

Francesco Cavina (* 17. Februar 1955 in Faenza, Provinz Ravenna, Italien) ist ein italienischer Geistlicher und emeritierter römisch-katholischer Bischof von Carpi.

## Leben
Der Bischof von Imola, Luigi Dardani, spendete ihm am 15. Mai 1980 die Priesterweihe. 
Papst Benedikt XVI. ernannte ihn am 14. November 2011 zum Bischof von Carpi und wurde am 5. Februar des nächsten in das Amt eingeführt. Die Bischofsweihe spendete ihm der Kardinalstaatssekretär und Kardinalkämmerer, Tarcisio Kardinal Bertone SDB, am 22. Januar des nächsten Jahres; Mitkonsekratoren waren die Dominique François Joseph Mamberti, Sekretär der Sektion für die Beziehungen mit den Staaten des Staatssekretariates, und Tommaso Ghirelli, Bischof von Imola. Als Wahlspruch wählte er Non excidet Dominus.
Papst Franziskus nahm am 26. Juni 2019 seinen vorzeitigen Rücktritt an.